# Palmares Catania 2003-2004
La stagione 2003-2004 della Palmares Catania è stata la seconda disputata in Serie A2 femminile.
La società catanese si è classificata all'undicesimo posto in A2, si è salvata ai play-out ma poi ha ceduto il titolo sportivo al Basket Alcamo.

## Verdetti stagionali
Competizioni nazionali
- Serie A2:

stagione regolare: 11º posto su 14 squadre (8-18);
play-out: salva al primo turno contro Avellino (2-0).

## Rosa
| Giocatrici |
| ---------- |

| N° | Naz.              | Ruolo | Sportivo           | Anno | Alt. |  |
| -- | ----------------- | ----- | ------------------ | ---- | ---- |  |
|    | Italia (bandiera) | C     | Giorgia Belfiore   | 1982 | 195  |  |
|    | Italia (bandiera) | P     | Giulia Borgia      | 1979 | 160  |  |
|    | Italia (bandiera) | AC    | Antonella Buscemi  | 1977 | 186  |  |
|    | Italia (bandiera) | P     | Fabiola Caruso     | 1989 | 167  |  |
|    | Italia (bandiera) | G     | Antonella Felice   | 1983 | 173  |  |
|    | Italia (bandiera) | GA    | Marzia Ferlito     | 1983 | 175  |  |
|    | Italia (bandiera) | P     | Rita La Rosa       | 1976 | 174  |  |
|    | Italia (bandiera) | G     | Francesca Mannucci | 1977 | 172  |  |
|    | Italia (bandiera) | C     | Patrizia Penna     | 1980 |      |  |
|    | Italia (bandiera) | G     | Erika Silipo       | 1984 | 178  |  |
|    | Italia (bandiera) | G     | Naika Silipo       | 1984 |      |  |

| Staff tecnico           |
| ----------------------- |
| Allenatore: Pippo Borzì |

| Giocatrici acquisite a stagione in corso |
| ---------------------------------------- |

| N° | Naz.              | Ruolo | Sportivo                     | Anno | Alt. |  |
| -- | ----------------- | ----- | ---------------------------- | ---- | ---- |  |
|    | Italia (bandiera) | P     | Rossella Manganaro (da gen.) | 1983 |      |  |

## Dirigenza
- Presidente: Fabio Ferlito
- Vice presidente: Claudia Ferlito
- Responsabile giovanili: Giuseppe Valerio
- Addetto stampa: Patrizia Penna
- Dirigente: Pippo Vittorio

## Statistiche
| Giocatrice         | Gare | Punti |
| ------------------ | ---- | ----- |
| Mannucci Francesca | 24   | 545   |
| Buscemi Antonella  | 27   | 276   |
| Borgia Giulia      | 27   | 264   |
| Belfiore Giorgia   | 24   | 251   |
| Felice Antonella   | 26   | 138   |
| La Rosa Rita       | 28   | 125   |
| Ferlito Marzia     | 25   | 48    |
| Silipo Naika       | 19   | 23    |
| Silipo Erika       | 12   | 16    |
| Manganaro Rossella | 12   | 8     |
| Penna Patrizia     | 8    | 1     |
| Caruso Fabiola     | 2    | 0     |